# Außenpolitik Japans

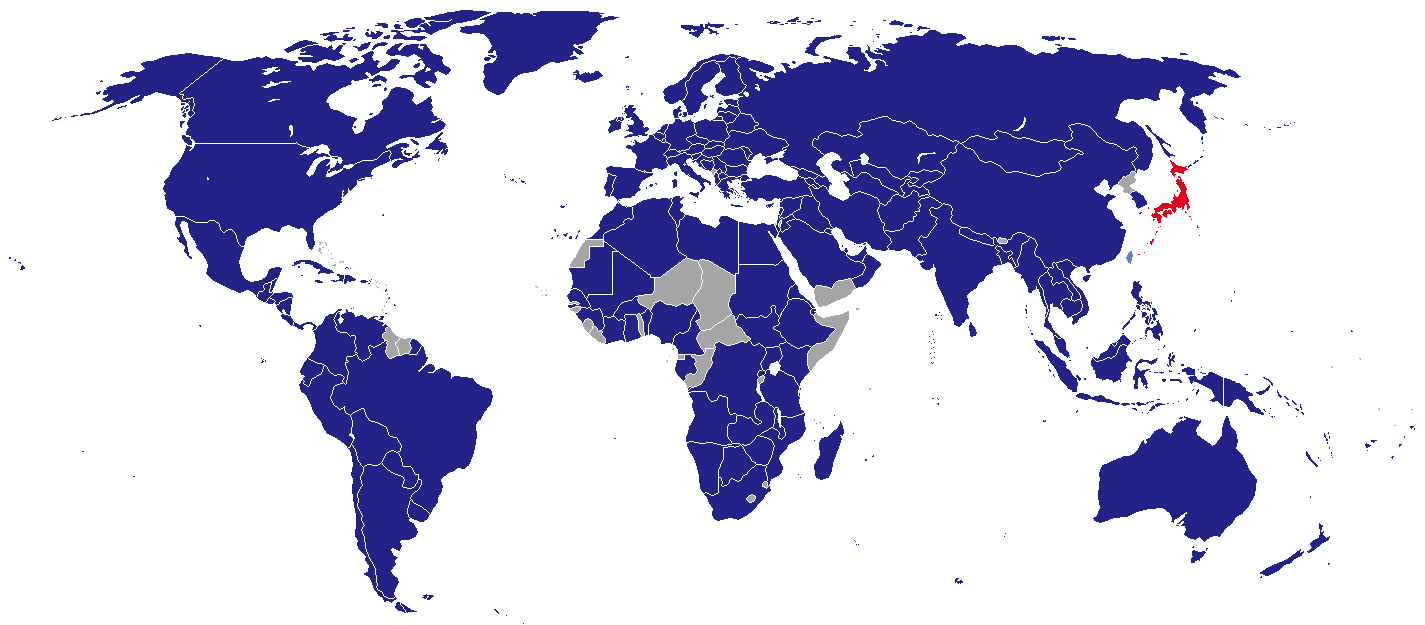
Länder, die Botschaften aus Japan haben

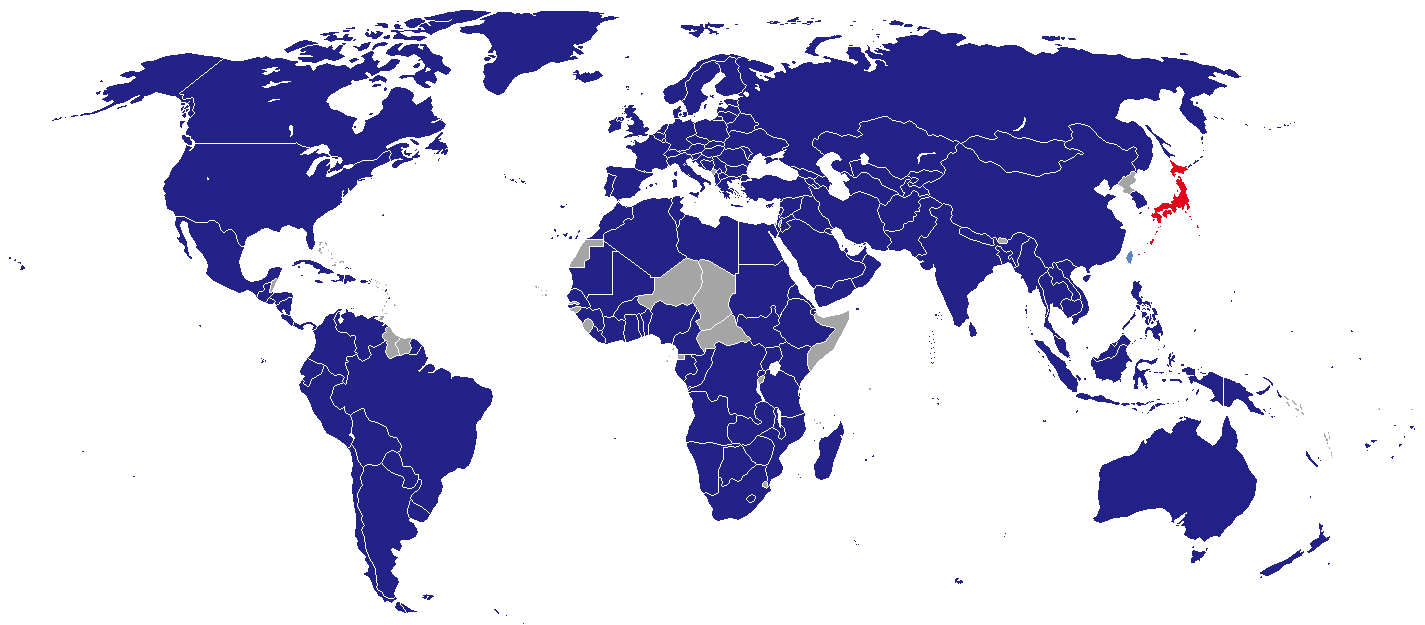
Länder, die Botschaften in Japan haben

Die Außenpolitik Japans hat sich nach dem Zweiten Weltkrieg grundlegend geändert.

## Geschichte
Nach dem Zweiten Weltkrieg wurde die japanische Außenpolitik bis heute durch die Yoshida-Doktrin geprägt. Diese auf Premierminister Yoshida Shigeru zurückgehende Doktrin sah vor, dass sich Japan militärisch an die Vereinigten Staaten von Amerika anlehnte und seine Verteidigungsausgaben auf einem niedrigen Niveau hielt. Generell kam es nach der Niederlage im Zweiten Weltkrieg zu einer Orientierung an die politischen Leitlinien der Epoche, die unmittelbar auf die Meiji-Restauration folgte. Demnach sah Japan sein außenpolitisches Umfeld als gegeben an und entwickelte keinen Ehrgeiz, dieses zu ändern, sondern wehrte sich gegen imperialistische Einflussnahme von fremden Mächten. Ziel dieser bis heute geltenden Strategie war es, das Überleben der Nation in einer Welt zu sichern, die von mächtigeren Reichen bestimmt wird.

## Internationale Bündnisse und Verträge
1956 trat Japan den Vereinten Nationen bei, 1975 wurde Japan Gründungsmitglied der heutigen G7.
Nach der Erfahrung mit den Atombombenabwürfen auf Hiroshima und Nagasaki engagiert sich das Land sehr stark gegen eine militärische Nutzung der Atomenergie, eine Position, die in den 1970er Jahren in den drei nicht-nuklearen Prinzipien festgehalten wurde.
Gemäß der Verfassung hielt sich Japan lange Zeit aus sämtlichen internationalen bewaffneten Konflikten heraus und forcierte stattdessen eine auf Freihandel ausgerichtete multilaterale Handelspolitik und betrieb ähnlich wie Deutschland Scheckbuchdiplomatie. Japan hat nach den USA das zweitgrößte Budget für Entwicklungszusammenarbeit in der Welt. Im Januar 2004 beschloss das Kabinett (auf Grundlage eines 2003 vom Parlament beschlossenen Irak-Wiederaufbaugesetzes) jedoch zum ersten Mal seit 1945 die Entsendung japanischer Soldaten in ein fremdes Land außerhalb einer UNO-Mission, nämlich in den Irak. Während Ministerpräsident Jun’ichirō Koizumi darin einen Beweis für die engen freundschaftlichen Beziehungen zu den USA sieht, betrachten viele Japaner dies als Verfassungsbruch.

### Völkerrechtliche Verträge
Rein statistisch hatte Japan bis zum Jahr 2000 über 1600 multi- oder bilaterale Verträge geschlossen, was im Vergleich mit anderen Industriestaaten sehr wenig ist. Bei der Anerkennung von völkerrechtlichen Verträgen spielen auf Seite Japans oft politische Erwägungen und Interdependenzen zwischen den Unterzeichnerstaaten eine Rolle.

## Japan und die UNO
Da Japan keine große Militärmacht ist, ist die Arbeit in internationalen Organisationen wie der UNO ein wichtiges Mittel der Außenpolitik Japans.
Japan war jedoch seit dem Beitritt zu den Vereinten Nationen nicht immer ein aktives und angesehenes Mitglied, sondern sah sich lange Zeit nur als stiller Zuschauer und entwickelte seine heutige Position erst mit der Zeit.
Besonders wegen des starken Fokus auf monetäre Unterstützung der UNO und wegen der geringen operativen Unterstützung haftete Japan lange der Vorwurf des „wirtschaftlichen Riesen und politischen Zwergs“ an. Erst nach zögerlicher Mitarbeit in der UNO nach 1980 schaffte es das Land aus diesem Image auszubrechen.
Heute ist Japan in finanzieller und auch in politischer Hinsicht eines der wichtigsten Mitglieder der UNO. Eine Besonderheit ist, dass Japan bereits elf Mal zum nicht-ständigen Mitglied des UNO-Sicherheitsrates gewählt wurde; und wurde somit öfter als jeder andere Mitgliedsstaat gewählt.

### Historischer Überblick
Japan gehörte bereits seit 1920 dem Völkerbund an und war eines der Gründungsmitglieder. Nach dem Ersten Weltkrieg gehörte Japan zu den Siegermächten und fühlte sich damit international und vor allem in Asien anerkannt. Neben Frankreich, Großbritannien und Italien gehörte Japan auch als ständiges Mitglied dem Völkerbundrat an. Ebenso entsandte es Richter an den Internationalen Gerichtshof und wurde Ratsmitglied der Internationalen Arbeitsorganisation ILO. Nach japanischen Aggressionen gegen China wurde der dort errichtete Marionettenstaat Manchukuo jedoch vom Völkerbund nicht anerkannt und nach einer Untersuchung der Lytton-Mission in einer Resolution am 24. Februar 1933 als völkerrechtswidrige Aktion verurteilt (42 Ja-Stimmen zu einer Gegenstimme von Japan, dazu eine Enthaltung von Thailand). Daraufhin zog Japan seine Delegation zurück und trat am 27. März 1933 aus dem Völkerbund aus.
Nach dem Zweiten Weltkrieg galt Japan (analog zu Deutschland) als Feindstaat und konnte darum nicht der UNO beitreten.

#### Der Weg zur UN-Mitgliedschaft
Japan unterzeichnete im April 1952 den Friedensvertrag von San Francisco und erklärte bereits bei dieser Gelegenheit seinen Willen zur Mitgliedschaft in der UN. Im Juni desselben Jahres wurde der Mitgliedsantrag schließlich seitens Japans eingereicht, jedoch legte die Sowjetunion ihr Veto gegen die Mitgliedschaft ein, da sie befürchtete, Japan würde zu sehr unter dem Einfluss der USA stehen. 1955 wiederholte Japan den Antrag, der jedoch wieder von der Sowjetunion abgelehnt wurde, obwohl alle anderen Mitglieder des Sicherheitsrates zustimmten. Als Begründung gab die Sowjetunion an, dass Japan im Zweiten Weltkrieg Hitler aktiv unterstützt habe und außerdem in kriegerischen Handlung mit China und den Staaten Südostasiens verstrickt gewesen sei. Daher wären Zweifel am Pazifismus des Landes angebracht. Hintergrund des sowjetischen Vetos war jedoch vermutlich auch der Kalte Krieg, weswegen viele Mitgliedsanträge zur damaligen Zeit scheiterten.
Nach einer Resolution der Generalversammlung der Vereinten Nationen jedoch wurde Japan schon 1952 zum friedliebenden Staat erklärt, der fähig und willens ist, die Verpflichtungen der UN-Charta auszuführen und somit als Mitglied geeignet ist. Schließlich stimmte die Sowjetunion am 19. Oktober 1956 einer Mitgliedschaft Japans zu, sodass das Land am 18. Dezember 1956 zum 80. Mitglied der UNO wurde.
Hauptgrund des Beitritts war aus Sicht Japans der Wunsch nach Sicherheit im internationalen Umfeld. Hierbei hoffte Japan besonders auf eine Fokussierung der UNO auf die Abrüstung von Massenvernichtungswaffen, da es selbst zuvor Opfer zweier Atombomben geworden war.
Das Land sah sich innerhalb der UNO auch als Brücke zwischen dem Osten und Westen. Allgemein war die Sicht auf die UNO aus japanischer Perspektive jedoch sehr idealisiert, da Japan hohe Erwartungen an die UNO hatte. Nach dem Beitritt konzentrierte sich die japanische Außenpolitik auf drei Säulen:
1. Zentralität der UNO
2. Kooperation mit dem wirtschaftlich starkem Westen
3. Betonung japanischer Identität als asiatische Nation

Bereits vor dem Beitritt war Japan Mitglied in internationalen Organisationen:
- Internationale Fernmeldeunion seit 1879
- Weltpostverein seit 1948
- Internationale Arbeitsorganisation seit 1951
- Ernährungs- und Landwirtschaftsorganisation der UNO seit 1951
- UNESCO seit 1951
- Weltgesundheitsorganisation seit 1951
- Internationaler Währungsfonds seit 1952
- Internationale Bank für Wiederaufbau und Entwicklung seit 1952
- Wirtschafts- und Sozialkommission für Asien und den Pazifik, bzw. dem Vorgänger ECAFE, seit 1952
- International Civil Aviation Organization seit 1953
- World Meteorological Organization seit 1953
- Allgemeines Zoll- und Handelsabkommen GATT seit 1953
- Internationale Finanz-Corporation seit 1955 (Gründungsmitglied)

#### Die passive Phase Japans
Nach seinem Eintritt in die Vereinten Nationen spielte Japan zunächst eine eher passive Rolle, die durch Zurückhaltung und eine enge Anlehnung an die USA gekennzeichnet war. Zudem war das Land sehr mit der eigenen wirtschaftlichen Entwicklung beschäftigt, sodass politische Themen nur zögerlich angegangen wurden.
Die hohen Erwartungen Japans an die Handlungsfähigkeit der UNO in Sicherheitsfragen wurden jedoch enttäuscht, sodass sich Japan sicherheitspolitisch immer mehr an die USA lehnte. Hierbei wurde es zum verlässlichen Partner des westlichen Blocks innerhalb der UN. Bei Votierungen jedoch enthielt sich Japan oft, um mögliche Handelspartner nicht zu verprellen.
Stark vertreten war Japan jedoch wenn es um die Lobbyarbeit zu Resolutionen der Generalversammlung zu Gunsten Südkoreas gegenüber dem kommunistischen Nordkorea ging. Häufig agierte Japan an der Seite der USA gegen den Kommunismus. Es scheiterte hiermit jedoch bei dem Versuch zusammen mit Australien und den USA die Mitgliedschaft Taiwans zu erhalten, obwohl der Sitz an die Volksrepublik China gegangen war. Die enge Anlehnung an die USA wird auch durch die hohe Konformität im Stimmverhalten in der Generalversammlung deutlich: Bis zum Anfang der 1970er Jahre stimmt das Stimmverhalten Japans zu 80 % mit dem der USA überein.
Die oben genannten drei Säulen galten weiterhin für die japanische Außenpolitik, jedoch verlor die Zentralität der UNO zu Gunsten der Kooperation mit dem Westen während der 1950er und frühen 1960er Jahre immer mehr an Gewicht. Unter Umständen war die Zentralität der UNO auch nur eine Deckung für das eigentlich fehlende Profil der japanischen Außenpolitik. Je formulierter und spezieller die Außenpolitik also wurde, desto überflüssiger wurde die Betonung der UN-Zentralität. Dies ist jedoch umstritten.
Auch in dieser Phase wurde Japan Mitglied in weiteren Sonderorganisationen der UN:
- Internationale Atomenergieorganisation seit 1957
- Internationale Organisation für Migration seit 1958
- Internationale Entwicklungsorganisation seit 1960
- OECD seit 1964
- Organisation der Vereinten Nationen für industrielle Entwicklung seit 1967

In den Amtsperioden 1958–1959 und 1966–1967 wurde Japan zum nicht-ständigen Mitglied des Sicherheitsrats gewählt.
Von 1960 bis 1965 und 1968 bis 1970 wurde Japan auch zum Mitglied des Wirtschafts- und Sozialrats der Vereinten Nationen.
Außerdem stellte Japan zwischen 1961 und 1970 mit Tanaka Kōtarō einen Richter am Internationalen Gerichtshof in Den Haag.
Der finanzielle Beitrag des Landes wuchs seit Beginn der Mitgliedschaft von 2 % auf 4 %.

#### Die besonderen 1970er Jahre
Die frühen 1970er Jahre waren durch die Eintrittswelle der kurz zuvor in die Unabhängigkeit entlassenen Staaten Afrikas und Asiens gekennzeichnet. Die Stellung der USA innerhalb der UNO wurde hierdurch teils geschwächt, weshalb auch Japans Orientierung am Westen neu koordiniert werden musste. Japan behielt zwar eine westliche Orientierung bei, näherte sich jedoch auch der Position der Entwicklungsländer an (wie beispielsweise bzgl. Problemen des Nahen Ostens).
Durch den Ölschock 1973 wurde Japan deutlich die Rohstoffabhängigkeit des Landes vor Augen geführt. In der Folge begann Japan aktiv bilaterale Beziehungen zu rohstoffproduzierenden Staaten aufzunehmen und unterstützte die liefernden Entwicklungsländer. Auch Ölproduzenten im Nahen Osten wurden finanziell unterstützt.
Hinzu kam Japans Einsatz für eine friedliche Lösung des Nahostkonflikts, wie beispielsweise durch die Unterstützung der UNO-Resolution zur Einladung der Palästinensischen Autonomiebehörde in die Generalversammlung der UNO oder der Resolution zur Anerkennung des Rechts der Palästinenser auf Selbstbestimmung. Ebenso sprach sich Japan gegen das Apartheidsregime Südafrikas aus.
Allgemein versuchte Japan während der 1970er mit allen ihm wichtigen Staaten Beziehungen über die UNO aufzubauen und ignorierte dabei auch nicht die Forderungen der Entwicklungsländer nach sozialer Gerechtigkeit.
Betrachtet man das Stimmverhalten Japans in der UNO-Generalversammlung so fällt auf, dass sich Japan etwas von den USA distanzierte. Auch mit der Rückgabe Okinawas 1972 gewann Japan ein Stück Selbstständigkeit gegenüber den USA.
In den 1970er Jahren trat Japan weiteren internationalen Organisationen bei:
- Afrikanische Entwicklungsbank seit 1973
- Weltorganisation für geistiges Eigentum seit 1975
- Internationaler Fonds für landwirtschaftliche Entwicklung seit 1977 (Gründungsmitglied)

In den Amtsperioden 1971–1972 und 1975–1976 wurde Japan zum nicht-ständigen Mitglied des Sicherheitsrats gewählt. 1978 unterlag es bei der versuchten Wiederwahl Bangladesh.
Für das Hilfswerk der Vereinten Nationen für Palästina-Flüchtlinge im Nahen Osten (UNRWA) leistete Japan hohe finanzielle Beiträge und war schließlich bis 1981 größter Beitragszahler. Auch die Palästinensische Autonomiebehörde wurde finanziell unterstützt. Durch die finanziellen Leistungen wurde Japan 1974 zum drittgrößten Beitragszahler der UN.
1975 wurde die Universität der Vereinten Nationen in Tokio eröffnet.
Auch stellte das Land seit 1976 mit Oda Shigeru einen Richter am Internationalen Gerichtshof.
Zudem gehörte Japan zu den Initiatoren der G7-Gipfelgespräche 1975.
Durch die finanziellen Leistungen wurde Japan 1974 zum Drittgrößten Beitragszahler der UN. Der Beitrag stieg auf 9 % an.

#### Beginn der aktiven Teilnahme
Seit Mitte der 1980er Jahre steigerte Japan seine Aktivitäten innerhalb der UNO deutlich, was schließlich seitens Japans zum Wunsch nach einem ständigen Sitz im Sicherheitsrat führte. In den USA hatte in den 1980er Jahren die Ära Reagan begonnen und in der UNO wurde die Politik der Nicht-Kooperation verfolgt, weshalb Japan weiter nach einer eigenen Richtung suchte. Bis zum Ende der 1980er Jahre sank die Übereinstimmung im US-japanischen Abstimmungsverhalten in der UNO-Generalversammlung auf 25 %.
Ziel japanischer Außenpolitik war nun die Entwicklung einer freien, wohlhabenden und demokratischen Gesellschaft in sogenannter „internationaler Harmonie“. Japan setzte sich demnach vermehrt für die Friedenserhaltung und Abrüstung ein und stimmte hier häufig gegen die USA. So zum Beispiel 1984 während der Abrüstungskonferenz in Stockholm für einen Atomteststopp oder gegen ein Wettrüsten im Weltall, als die USA entsprechende Waffen entwickelte (siehe Strategic Defense Initiative).
Weiterhin setzte sich Japan sehr im Kambodscha-Konflikt ein und brachte zusammen mit anderen Staaten eine Reihe Resolutionen zur Beilegung des Konflikts ein. 1980 nahm es an der Internationalen Kambodschakonferenz teil und lud im Juni 1990 die vier Konfliktparteien zu Gesprächen nach Tokyo ein, um einen mit Thailand ausgearbeiteten Waffenstillstand zu unterzeichnen. Über das Amt des Hohen Kommissars der Vereinten Nationen für Flüchtlinge, die Welternährungsorganisation und das UN-Kinderhilfswerk war Japan außerdem Hauptgeldgeber der Flüchtlingshilfe für Indochinaflüchtlinge.
1987/1988 trug Japan durch seine Tätigkeit im Sicherheitsrat zur Lösung des Irak-Iran-Krieges bei.
Da die Regierung Reagan ihre Interessen in der UNO nicht mehr durchsetzen konnte, schraubte sie ihre finanziellen Beiträge zurück, womit die weiterhin gestiegenen Beiträge Japans zusätzliches Gewicht bekamen. Das Land war nun ohnehin zweitgrößter Geldgeber der UN. In seiner Rolle größerer Verantwortung spielte Japan auch eine Schlüsselrolle in der Reform der UNO 1985.
Weiterhin bedeutend während der 1980er Jahre war:
- Wahl zum Mitglied der UN-Menschenrechtskommission
- Wahl in den Menschenrechtsausschuss des Internationalen Pakts über bürgerliche und politische Rechte 1985
- Größter Beitragszahler der UNESCO seit 1984 (nach dem Austritt der USA)
- Der Japaner Nakajima Hiroshi wird Chef einer Sonderorganisation der WHO
- In den Amtsperioden 1981–1982 und 1987–1988 wurde Japan zum nicht-ständigen Mitglied des Sicherheitsrats gewählt.
- Mitinitiator der Multilateralen Investitions-Garantie-Agentur im April 1988

Seit 1986 ist Japan zweitgrößter Beitragszahler der UN. Der Beitrag zum UN-Haushalt beträgt nun über 11 %.

#### Nach Ende des Kalten Krieges
Nach dem Ende des Kalten Krieges war es Japans erklärtes Ziel eine selbstständige Außenpolitik zu führen und eine aktivere und bedeutendere Rolle innerhalb der UNO einzunehmen. Ausschlaggebend war hierfür der Golfkrieg 1990/91. Japan beteiligte sich nur indirekt an dem Krieg und steuerte 13 Milliarden Dollar finanzieller Hilfe bei, weshalb es sich mit dem Vorwurf der Scheckbuchdiplomatie konfrontiert sah. Daraufhin schuf Japan das sog. PKO-Gesetz, welches eine Entsendung der japanischen Selbstverteidigungsstreitkräfte in friedenserhaltende Missionen der UNO ermöglichte.
Im Zuge der neu übernommenen internationalen Verantwortung wurde innerhalb des japanischen Außenministeriums auch die für die UNO zuständige Abteilung umstrukturiert und ein Zentrum für die Rekrutierung und Ausbildung von Personal für die Tätigkeit bei internationalen Organisationen geschaffen.
Zu den weiteren Veränderungen in der Zeit nach dem Kalten Krieg gehören:
- 1992 Teilnahme und Truppenentsendung zur Kambodscha Friedensinitiative
- Initiative zur Konvention über die Sicherheit von Personal der UNO und beigeordnetem Personal 1994
- 1995 Gründungsmitglied der Europäischen Bank für Wiederaufbau und Entwicklung
- 1995 Gründungsmitglied der WTO
- In den Amtsperioden 1992–1993 und 1997–1998 wurde Japan zum nicht-ständigen Mitglied des Sicherheitsrats gewählt.

Der Beitrag zum UNO-Haushalt stieg von 11 % (1990) auf 19,984 % (1999). Ebenso gehört Japan zu den größten Geberländern bei anderen humanitären Aktionen der UN. Der Fokus Japans liegt hier besonders auf der Unterstützung der UN-Hungerhilfe für Afrika.

### UN-Organe in Japan
Da Japan nicht zu den Gründungsmitgliedern der UNO gehört, wurde es bei der Vergabe der Sitze der UN-Nebenorgane nicht berücksichtigt. Es war daher ein großer Prestigegewinn als 1975 die UN-Universität in Tokyo angesiedelt wurde. Um die Koordination mit der japanischen Regierung aufrechtzuerhalten, haben jedoch viele Organe der UNO ein Büro oder eine Zweigstelle in Japan eröffnet. Die deutliche Präsenz der Zweigstellen spiegelt auch die finanzielle Bedeutung Japans wider.
Nebenorgane der UNO mit Sitz in Japan:
- Universität der Vereinten Nationen in Tokyo (Shibuya)
- Internationale Tropenholzorganisation in Yokohama

Zweigstellen der UNO
- Statistisches Institut für Asien und den Pazifik SIAP in Tokyo
- UNO-Institut für Verbrechensverhütung und die Behandlung Straffälliger in Asien und dem Fernen Osten UNAFEI
- UNO-Zentrum für Wohn- und Siedlungswesen UNCHS in Fukuoka
- Zentrum der UNO für Regionale Entwicklung UNCRD in Nagoya
- Länderbüro Tokyo des Entwicklungsprogramms der UNO UNDP in Tokyo
- Internationales Umwelttechnologie-Zentrum des UNO-Umweltprogramms UNEP/IETC in Osaka und Shiga
- Zweigstelle des UNHCR für Japan und Korea in Tokyo
- Büro des Informationszentrums der UNO in Tokyo
- Büro der UNICEF in Tokyo
- Außenposten Tokyo des Büros der UNO für Projektdienste
- Büro des Welternährungsprogramms in Yokohama
- Länderbüro Tokyo der FAO
- Länderbüro Tokyo der IAEA
- Büro der Internationalen Bank für Wiederaufbau und Entwicklung / Internationalen Entwicklungsorganisation in Tokyo
- Büro der internationalen Finanz-Corporation in Tokyo
- Zweigbüro der ILO in Tokyo
- Asien-Pazifik Regionalbüro des IMF
- Büro der UNIDO – Investitionsförderungsdienst in Tokyo
- Zentrum für Gesundheitsentwicklung der WHO in Kobe
- ReliefWeb Büro des UNO-Büros für die Koordination Humanitärer Angelegenheiten in Kobe
- Büro des UNO-Bevölkerungsfonds in Tokyo
- Büro des UNO-Ausbildungs- und Forschungsinstituts in Hiroshima

### „International Peace Cooperation Law“
Die 1992 verabschiedete Peacekeeping Law (voller Name: 国際連合平和維持活動等に対する協力に関する法律, kokusairengō heiwa iji katsudō tō ni tai suru kyōryoku ni kan suru hōritsu) erlaubt es Japan trotz Hindernissen in der Verfassung Streitkräfte in Konfliktgegenden zu entsenden.

#### Vorgeschichte
Bereits in den 1950er und 1960er Jahren wurde seitens der UNO mehrfach in Japan die Entsendung von Streitkräften angefragt: 1958 in den Libanon und 1960 in den Kongo. Beide Missionen wurden abgelehnt, da die japanische Verfassung in Artikel 9 keine Entsendung von Streitkräften duldet.
Nachdem 1987 Takeshita Noboru japanischer Premierminister wurde, wollte dieser, dass Japan international eine verantwortungsvollere Rolle spielt, weshalb er mit der „International Cooperation Initiative“ 1988 den Handlungsspielraum Japans erweiterte. Daraufhin entsendete das japanische Außenministerium einen Mitarbeiter nach Afghanistan und Pakistan zur UN Good Offices Mission in Afghanistan and Pakistan (UNGOMAP) und einen weiteren Mitarbeiter an die Grenze zwischen Iran und Irak zur UNIIMOG-Mission. Die erste größere Entsendung von Personal erfolgte 1989 mit dem Einsatz von 31 Mitarbeitern in Namibia (UNTAG). Weiterhin beteiligte sich Japan an den Missionen ONUVEN und ONUVEH in Nicaragua und Haiti. Zu keiner der Missionen wurden jedoch Soldaten entsandt. Die Entsendung war auf Zivilisten beschränkt.
Obwohl Japan 13 Milliarden Dollar an die Koalitionskräfte des Golfkriegs 1990–1991 gegeben hatte, wurde das Land scharf dafür kritisiert, zu wenig geleistet und zu spät gehandelt zu haben. Als nach Ende des Krieges eine einseitige Dankesanzeige Kuwaits in der New York Times und der Washington Post veröffentlicht wurde, befand sich Japan nicht auf der Dankesliste. Auf Grund der internationalen Kritik an seiner „Scheckbuchdiplomatie“ sah sich Japan also im Zugzwang, die bestehende Gesetzeslage zu ändern und die Entsendung von Streitkräften zu ermöglichen.

#### Inhalt
Der Verabschiedung des Peacekeeping Gesetzes standen aber Bedenken wegen des Artikels 9 der japanischen Verfassung im Weg.
Bereits 1980 hatte die Regierung erklärt, dass die Teilnahme von japanischen Streitkräften an UN-Missionen nicht möglich ist, wenn diese den Einsatz von Waffen beinhalten würde. Nach seit 1990 innerpolitisch geführten Debatten um das Gesetz konnte im Juni 1992 eine Version verabschiedet werden, die jedoch gegenüber ursprünglichen Entwürfen stark eingeschränkt war. Die entsendeten Streitkräfte sollten demnach nur in der hinteren Unterstützung („Rear-area support“) und der Logistik eingesetzt werden können. Weiterhin muss das Parlament zustimmen, wenn die Soldaten mit kleinen Waffen in kriegerische Konflikte entsendet werden sollen.
Die Oppositionsparteien forderten zudem die Möglichkeit eines sofortigen Abzugs, falls die Soldaten gefährlichen Situationen ausgesetzt sein sollten.
Insgesamt müssen fünf Bedingungen für den Einsatz unter dem Peacekeeping-Gesetz erfüllt sein, damit der Einsatz im Einklang mit dem Artikel 9 der Verfassung steht:
1. Die Konfliktparteien müssen einem Waffenstillstand zustimmen und diesen einhalten.
2. Die Konfliktparteien müssen dem Einsatz selbst und dem Einsatz japanischer Kräfte gesondert zustimmen.
3. Der Friedenseinsatz muss strikt unparteiisch und neutral sein.
4. Japan kann den Einsatz abbrechen, falls nach Einsatzbeginn die ersten drei Bedingungen nicht mehr erfüllt sind.
5. Waffen dürfen nur zur Verteidigung von japanischem Personal in der unmittelbaren Umgebung eingesetzt werden. Japanische Soldaten können nicht befehligt werden, Waffen zu nutzen.

Im Einsatz haben diese Bedingungen jedoch zu gefährlichen Situationen geführt, sodass die Effektivität japanischer Peacekeeping Einsätze in Frage gestellt wurde.
Mögliche Einsätze unter dem Peacekeeping Gesetz:
- Wahlbeobachtung
- Bürokratische Unterstützung und Anweisung
- Polizeiadministration
- Medizinische Versorgung
- Transportaufgaben
- Bau- und Konstruktionsaufgaben
- Rettungsmissionen
- Rückführung von Kriegsflüchtlingen

Nicht möglich sind Einsätze wie:
- Überwachung eines Waffenstillstands
- Überwachung von demilitarisierten Zonen
- Waffenkontrollen
- Einmischung in Grenzkonflikte
- Hilfe beim Austausch von Kriegsgefangenen

#### Einsätze unter dem Peacekeeping-Gesetz
- Kambodscha (UNTAC), 1992 bis 1998
- Mosambik (ONUMOZ), 1993 bis 1995
- Ruanda, 1994
- Golanhöhen (UNDOF), 1995 bis 2013[7]
- Osttimor, 2002 bis 2005

Weiterhin wurden japanische Einsatzkräfte zur Wahlbeobachtung in folgende Länder entsandt: Angola, El Salvador, Südafrika, Palästina, Rumänien und Bosnien-Herzegowina.

#### Grenzen des Peacekeeping-Gesetzes
In der Folge der Terroranschläge am 11. September 2001 sollten die Streitkräfte unter Premierminister Koizumi eine aktive Rolle im Militäreinsatz in Afghanistan (Enduring Freedom) übernehmen. Die Regierung empfand es jedoch als schwierig, eine Entsendung unter den bestehenden Gesetzen vorzunehmen, da kein UNO-Mandat vorlag. Auch der japanisch-amerikanische Sicherheitsvertrag bezog sich nur auf Konflikte in „japannahen Gebieten“. Es musste also ein neues Gesetz verabschiedet werden.
Auch konnten die Streitkräfte erst nicht in den Irakkrieg entsendet werden. Erst als nach einem Monat des Krieges der Regimewechsel Saddam Husseins durch die US-Armee verkündet wurde, entsendete Japan seine Truppen (400 Soldaten) zur Koalition der Willigen.
Beide Einsätze wurden also nicht unter dem Peacekeeping-Gesetz durchgeführt. Für sie wurde das Anti-Terrorism Special Measures Gesetz geschaffen. Zur gleichen Zeit wurden auch die Gesetze der japanischen Küstenwache geändert, die nun die Möglichkeit hat, Waffen gegen verdächtige Schiffe, die in japanische Hoheitsgewässer eingedrungen sind, einzusetzen.

## Verhältnis zu den USA
Nach dem Zweiten Weltkrieg stand Japan auf der Verliererseite, wurde jedoch schnell von den USA in das eigene Bündnissystem eingebunden, als Vorposten in Ostasien gegen China und Russland. Bis heute hat Japan enge Beziehungen zum ehemaligen Kriegsgegner. Die USA haben Japan in ihre Liste der wichtigsten Verbündeten außerhalb der NATO aufgenommen. Diese Kategorie privilegiert Japan in der Außenpolitik der Vereinigten Staaten sogar gegenüber NATO-Mitgliedern.
Seit Japan in den 1970er Jahren zur zweitgrößten Industrienation aufgestiegen ist, gab es jedoch auch immer wieder Handelskonflikte mit den USA.

## Asiatische Nachbarn
Mit fast allen Ländern in der näheren Umgebung hat Japan Gebietsstreitigkeiten, die die Beziehungen zu diesen Ländern belasten.
Die Beziehungen zu vielen asiatischen Staaten, insbesondere zu Nordkorea, Südkorea und zur Volksrepublik China, sind wegen der aus ihrer Sicht nicht ausreichend aufgearbeiteten imperialistischen Vergangenheit in Japan weiterhin angespannt. Die enge ökonomische Verflechtung und das Weltinteresse an einem Frieden in der Region machen kriegerische Konflikte jedoch unwahrscheinlich. Stattdessen flammen immer wieder politische Krisen auf. Anlass dafür liefern japanische Schulbücher, in denen die Kriegsverbrechen Japans heruntergespielt werden, und regelmäßige Besuche japanischer Politiker beim Yasukuni-Schrein, bei denen auch Kriegsverbrecher und japanische Soldaten koreanischer Abstammung verehrt werden.
Auf der anderen Seite sehen die Länder Südostasiens Japan als Gegenpol zur erstarkenden Volksrepublik und versuchen, sich durch eine enge, vor allem wirtschaftliche Bindung an Japan, dem Einfluss der Volksrepublik zu entziehen. Auch versuchen diese Länder, Japan in den ASEAN-Bund zu integrieren.

### Nordkorea
Als ehemalige Kolonialmacht gilt Japan in Nordkorea dort immer noch als Hauptfeind. In den 1970er Jahren hat die nordkoreanische Regierung japanische Staatsbürger entführen lassen, um sie als Spione ausbilden zu lassen. Außerdem hat Nordkorea mehrfach Mittelstreckenraketen über Japan hinweggeschossen. Daher war Japan am stärksten von der Ankündigung der Regierung Kim Jong Ils im Februar 2005 betroffen, dass Nordkorea über Atomsprengköpfe verfügt. Japan war Teil der Sechs-Parteien-Gespräche (Six-Party-Talks), mit denen Nordkorea von seinen nuklearen Ambitionen abgebracht werden sollte.

### Südkorea
Die kleine Inselgruppe Takeshima (kor.: Dokdo) wird von Südkorea verwaltet und von Japan beansprucht. Die Insel selbst beherbergt nur eine Garnison südkoreanischer Polizisten, jedoch befinden sich in ihrer 200-Meilen-Zone reiche Fischgründe. Besitzansprüche hat Japan, neben der Republik China (Taiwan) und der Volksrepublik China, auch auf die Senkaku-Inseln (chin.: Diaoyu). In der Nähe der Inseln werden Erdgasvorkommen vermutet.

### Republik China (Taiwan)
Zur Republik China hat Japan ein gutes Verhältnis, wenn auch keine offiziellen diplomatischen Beziehungen, um nicht im Gegensatz zur Ein-China-Politik der Volksrepublik China zu stehen. Japan hat zwar während der Kolonialzeit auf Taiwan die Insel als Zuckerlieferant ausgebeutet, versuchte, die Insel zu „japanisieren“, und hat Internierungslager für Gegner errichtet, aber gleichzeitig auch die Modernisierung gefördert. Anfang der 1970er Jahre, als sich die Garantiemacht USA mehr dem chinesischen Festland zuwendete und die VR China Taiwans Stelle in der UNO einnahm, wurde ein enges Verhältnis zur ehemaligen Kolonialmacht jedoch zur Überlebensgarantie für das sonst international isolierte Taiwan. 2005 wurde Taiwan in das Verteidigungsbündnis von den USA und Japan mit einbezogen; ein Novum, da sich Japan vorher in dieser Frage nach außen hin neutral gehalten hatte.

### Volksrepublik China
Ende des Jahres 2022 verabschiedete Japan eine „neue nationale Sicherheitsstrategie“, in der sie die Volksrepublik China erstmals als „beispiellose und größte strategische Herausforderung“ einstuft und beschließt das Verteidigungsbudget von ein auf zwei Prozent des Bruttoinlandsproduktes anzuheben. In der neuen Verteidigungsstrategie beschließt Japan auch, den Grundsatz aufzugeben, über keine Offensivwaffen zu verfügen, die China oder Nordkorea erreichen können.

## Europa
Die Beziehung Japans zu den Ländern der Europäischen Union sind vor allem durch intensive wirtschaftliche Kontakte geprägt. Alle großen japanischen Firmenkonglomerate keiretsu besitzen Zweigstellen in Europa, vor allem in London, Brüssel und Düsseldorf. Japanische Firmen, besonders der Autoindustrie, betreiben auch Fabriken in europäischen Ländern, vor allem Großbritannien, um EU-Importbestimmungen zu umgehen.

### Sowjetunion / Russland
Die nördlich von Japan liegenden Südkurilen gehören seit 1945 zur Sowjetunion und ab 1990 dem Nachfolgestaat Russland, werden aber von Japan beansprucht. Dieser Konflikt ist ein andauerndes Problem in den japanisch-russischen Beziehungen, einen Friedensvertrag gibt es bis heute nicht. Dabei würde Japan von guten Beziehungen zu Russland profitieren, um seine Abhängigkeit vom arabischen Öl zu reduzieren. 2004 entschied sich Russland anstelle einer Ölpipeline nach China trotz des fehlenden Friedensvertrages mit Japan für eine alternative Route nach Nachodka am Japanischen Meer, von wo aus Erdöl an vor allem nach Japan und Südkorea exportiert werden soll. Erst 2007 einigte sich Russland mit der Volksrepublik über eine Abzweigung nach China. Die Bauzeit für die Pipeline beträgt fast ein Jahrzehnt; Russland spielt immer wieder die beiden Pipelinerouten gegeneinander aus, um größtmögliche Zugeständnisse von beiden Interessenten zu erhalten. Japan hat im Gegenzug für den Bau der Nachodka-Pipeline und für Öl- und Erdgasförderung auf Sachalin Finanzhilfen und Entwicklungsprojekte für den Fernen Osten Russlands zugesagt.

### Beziehungen zu Deutschland
Japan bildete während des Zweiten Weltkrieges ein Bündnis mit Deutschland und zählte zur sogenannten Achse (Axis).

### Beziehungen zu Portugal
Portugal war das erste Land Europas, das Kontakt zu Japan hatte (Landung am 23. September 1543 in Tanegashima). Das Land beeinflusste danach die weitere Entwicklung Japans durch die Einführung von Feuerwaffen, die Einbindung des Landes in den weltweiten Handel und durch vielfältigen kulturellen Austausch.
Heute gilt Portugiesisch als am häufigsten gebrauchte westliche Sprache in Japan. Seit 2014 hat das Land Beobachterstatus in der Gemeinschaft der Portugiesischsprachigen Länder.

### Beziehungen zur Türkei
Die Beziehungen zwischen Japan und dem Osmanischen Reich, später der Türkei, entwickelten sich erst nach der Öffnung Japans 1868 langsam und sind momentan vor allem von wirtschaftlicher Bedeutung. Japan hat ein Konsulat in Istanbul und eine Botschaft in Ankara, die Türkei hat eine Botschaft in Tokio. In Japan leben aktuell etwa 10.000 Türken.

## Naher Osten
Die arabischen Länder sind wichtige Wirtschaftspartner für Japan, das über keine eigenen Ölvorräte verfügt und seine Erdölimporte fast ausschließlich aus den Ländern des Nahen Ostens bezieht.

## Indien
Im Gegensatz zu den chinesisch-japanischen Beziehungen sind die zu Indien ausgezeichnet. Beide Länder sind enge Wirtschaftspartner und kooperieren auch politisch eng. So kooperieren beide Staaten im Rahmen des Quadrilateral Security Dialogue um einen „freien und offenen Indopazifik“ zu gewährleisten.

## Afrika
Unter strategischen Gesichtspunkten gewinnt Afrika zunehmend an Bedeutung für Japan: Ähnlich wie bei den Beziehungen zum Nahen Osten spielt die Ressourcensicherung eine wichtige Rolle. Der afrikanische Anteil am japanischen Außenhandel ist zwar noch relativ gering, aber er wächst kontinuierlich.
In den vergangenen Jahren hat Japan sein Entwicklungshilfeengagement in Afrika immer weiter ausgedehnt und die finanzielle Unterstützung machte 2006 34,2 % der japanischen Official Development Assistance aus – den größten Posten nach Regionen. Die Ausweitung der Beziehungen wird allerdings durch das starke Engagement der Volksrepublik China beschränkt.